# Assemblée générale de l'Union astronomique internationale de 1938
6e assemblée générale de l'Union astronomique internationale
La 6e assemblée générale de l'Union astronomique internationale s'est tenue en août 1938 à Stockholm, en Suède.